# Illan Pietrus
Illan Pietrus (* 20. Juni 2005) ist ein französischer Basketballspieler.

## Werdegang
Der Sohn des langjährigen französischen Nationalspielers Florent Pietrus lebte als Kind zeitweise im spanischen Valencia, wo sein Vater als Basketballspieler beschäftigt war. Ab 2013 spielte er als Jugendlicher bei SLUC Nancy, wurde dann zwei Jahre am Nachwuchsleistungszentrum in Metz gefördert, 2019 wechselte er in die Jugendabteilung von Straßburg IG. Im Februar 2022 bestritt er seinen ersten Einsatz in der höchsten französischen Spielklasse, Ligue Nationale de Basket.

### Nationalmannschaft
2022 gewann er mit Frankreichs U17-Nationalmannschaft bei der Weltmeisterschaft dieser Altersklasse die Bronzemedaille und war bei dem Turnier mit 10,9 Punkten je Begegnung Leistungsträger der Auswahl.